# روکاسپینالوتی
روکاسپینالوتی (به ایتالیایی: Roccaspinalveti) یک کومونه در ایتالیا است که در استان کییتی واقع شده‌است. روکاسپینالوتی ۳۲٫۹۲ کیلومتر مربع مساحت و ۱٬۶۰۷ نفر جمعیت دارد و ۷۳۱ متر بالاتر از سطح دریا واقع شده‌است.